# آق‌ژایقین
آق‌ژایقین (به قزاقی: Akzhaykyn) یک دریاچه و دریاچه آب شور در قزاقستان است که در فرورفتگی آشچیکول واقع شده‌است.